# Verbascum thapsus
Il tasso barbasso (Verbascum thapsus L., 1753) è una pianta erbacea biennale appartenente alla famiglia delle Scrofulariacee.
Cresce fino a oltre 2 metri di altezza ed è ricoperta di fitta e soffice peluria vellutata. I fiori sono gialli e hanno un diametro di 1,5–3 cm.
È rappresentato anche nei quadri del Caravaggio, ad esempio ai piedi del san Giovanni Battista con il significato di "radice di Iesse" (Isaia 11:1)